# Музей-усадьба И. П. Павлова
Мемориа́льный ко́мплекс «Музе́й-уса́дьба И. П. Па́влова» — дом, в котором родился, провёл детство и юность И. П. Павлов, в совокупности с окружающей его территорией. Является усадебной постройкой начала XIX века, расположенной в историческом центре города Рязань.

## Информация о музее И. П. Павлова

### Историческая справка

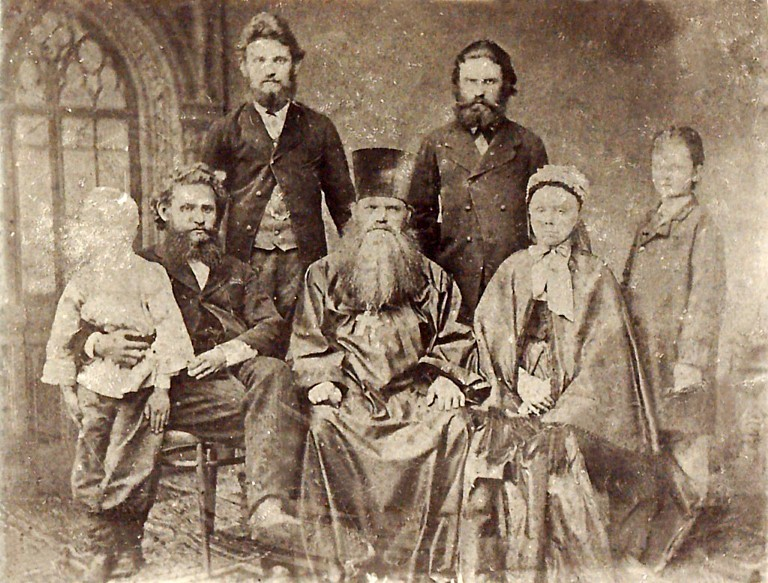
Семья Павловых, 1870-е годы

В годы Великой Отечественной войны, 2 июня 1944 года, было подписано Распоряжение Совета Народных комиссаров РСФСР № 1215-р о создании музея на родине учёного.
Музей был открыт выездной объединённой сессией Академии наук СССР и Академии медицинских наук СССР 6 марта 1946 года в качестве филиала Областного краеведческого музея, в связи с десятой годовщиной со дня смерти учёного. В 1949 году, в честь 100-летия со дня рождения академика, на доме была установлена мемориальная доска и музей получил статус самостоятельного дома-музея И. П. Павлова.
В 1968 году в распоряжение музея перешёл второй усадебный дом, построенный в 1888 году П. Д. Павловым — отцом учёного. В 1974 году, к 125-летию со дня рождения И. П. Павлова, состоялось торжественное открытие научной экспозиции, повествующей об открытиях учёного в области физиологии пищеварения, кровообращения и высшей нервной деятельности, разместившейся в этом доме. С этого момента за новым домом, включённым в музейный комплекс, закрепилось гордое название — Дом науки.
30 ноября 1993 года музею был присвоен статус «Мемориальный музей-усадьба академика И. П. Павлова».
В 2007 году в состав музея вошло административное здание музея, сейчас здесь работает Научный центр по сохранению и пропаганде Павловского наследия. Здесь проходят научные конференции, семинары, мероприятия.
В 2009 году музей стал дипломантом Национальной туристской премии имени Ю. Сенкевича в номинации «Лучший региональный музей».
12 июня 2010 года в Доме науки состоялось открытие обновлённой научной экспозиции. Шесть залов музея в доступной для посетителей форме повествуют не только об открытиях физиолога И. П. Павлова, но и формируют представление об учёном как о гражданине мира.
9 ноября 2021 года принято решение о переводе мемориального комплекса «Музей-усадьба И. П. Павлова» из городского в региональное подчинение.
Дом, в котором родился и жил Иван Петрович Павлов, а в настоящее время расположен мемориальный музей И. П. Павлова, является памятником истории федерального (ранее — республиканского) значения.
Руководители музея И. П. Павлова
- Линников Григорий Семёнович (1949—1970)
- Огнева Валентина Николаевна (1970—1990)
- Загрина Наталья Александровна (с 1990 года)

### Собрание музея
В фондах музея — 16752 единицы хранения. В собрании находятся мемориальные предметы, фотографии и негативы, письма учёного и его родных, живописные и графические работы, изображения И. П. Павлова в живописи и в скульптуре, материалы юбилейных торжеств, киноплёнки, видеофильмы; собран большой книжный фонд, состоящий из прижизненных изданных научных работ И. П. Павлова, его учеников и последователей. Библиотечная коллекция музея насчитывает более шести тысяч единиц хранения книжного фонда (книги по физиологии и медицине, книги о жизни и деятельности И. П. Павлова, значительное место занимают словари и справочные издания) и около двух тысяч двухсот единиц хранения журнального фонда.
Более двух тысяч экспонатов размещено в залах музея. В музее экспонируются уникальные работы скульпторов С. Т. Конёнкова, М. Г. Манизера, И. Я. Гинцбурга, И. М. Рукавишникова и Г. П. Косенкова, в которых запечатлён образ физиолога И. П. Павлова.

### Деятельность музея
Деятельность музея охватывает целый комплекс направлений:
- научно-просветительская деятельность — проведение тематических лекций, познавательных мероприятий, конкурсов научных работ, фестивалей, работа со СМИ, участие в научно-практических конференциях, семинарах, круглых столах и т. д.;
- культурно-образовательная деятельность — работа со школьниками и студентами по реализации музейно-образовательных программ;
- научно-исследовательская деятельность;
- выставочная и научно-экспозиционная деятельность;
- консультационная деятельность;
- фондовая работа;
- административно-хозяйственная деятельность.

## Описание усадьбы
Усадьба сформировалась в первой половине XIX века на улице Никольской (с 1919 года — улица Карла Маркса, с 1964 года — улица Павлова).

### Историческое описание

Бюст И. П. Павлова

Мемориальная усадьба, в которой родился и провёл юношеские годы И. П. Павлов, — уникальный сохранившийся в Рязани пример среднего по размерам городского жилого владения XIX века, в котором уцелели первоначальная пространственно-планировочная структура с дворовой и садовой частями, основные постройки в формах классицизма и классицизирующей эклектики. В главном доме частично восстановлены интерьеры, с убранством и мебелью, характерными для небогатых городских домов второй половины XIX — начала XX века. Усадьба расположена на западной стороне улицы, значительно распространяясь вглубь квартала. На протяжении всего XIX века усадьба принадлежала настоятелям церкви Вознесения (Николы Долгошеи). Главный дом был построен в начале XIX века священником Иваном Ивановичем Успенским по проекту, близкому образцовым фасадам 1809—1812 годов. Со стороны двора мезонин имел балкон. В 1849 году усадьба перешла по наследству к зятю Успенского священнику Петру Дмитриевичу Павлову, отцу академика Ивана Петровича Павлова (1849—1936). Усадьба включала традиционный для жилого городского владения набор построек: главный дом с кухней, примыкавшей со двора, корпус хозяйственных служб, отделявший передний двор от сада в глубине участка, где был летний флигель.
В 1888 году южнее главного дома построили флигель, предназначавшийся для сдачи внаём. Предположительно в это же время уличный фасад главного дома был частично переделан, получив новый декор, а также подверглись обновлению и другие постройки комплекса — хозяйственные службы и крестообразный в плане летний флигель, называвшийся «домом-беседкой».
После смерти П. Д. Павлова в 1900 году владелицей усадьбы стала его дочь Лидия Петровна Андреева. В 1911 году по её инициативе кухня была перенесена с северного фланга дворового фасада главного дома на южный. В это время длинный прямоугольный участок владения, вытянутый вглубь квартала, имел расширение на западном конце. В 1918 году усадьбу национализировали, однако в 1923 году возвратили прежней владелице. В 1927 году Л. П. Андреева продала усадьбу, которая впоследствии перешла в ведение горкомхоза и использовалась под коммунальное жильё. Мемориальный музей И. П. Павлова был открыт в главном доме 6 марта 1946 года, в связи с 10-летней годовщиной со дня смерти учёного. Бывший доходный флигель передан музею в 1970 году, а в 1974 году в нём открыта экспозиция, посвящённая научной деятельности И. П. Павлова. В советские годы территория владения была значительно урезана в западной части, утрачены летний флигель и баня, засыпан колодец, вырублен сад. Неоднократно ремонтировался и частично перестраивался главный дом: в 1940-х годах на месте старой кухни возвели большую двухэтажную пристройку, примкнувшую к северному флангу дворового фасада; в 1970-х годах перебрали заднюю часть дома. В доходном доме утрачена первоначальная планировка; в 1990-е годы его крыло со стороны двора удлинено кирпичным объёмом, обшитым снаружи тёсом. Тогда же заново возвели в прежних формах уличную ограду, отреставрировали хозяйственный корпус, воссоздали баню и летний флигель (его стены выполнили из кирпича с наружной обшивкой тёсом), отрыли колодец. В заднем конце усадьбы восстановили площадку для игры в городки. Во дворе усадьбы в 1946 году был установлен мраморный бюст академика И. П. Павлова.

### Характеристика усадьбы
Усадьба занимает большой близкий к прямоугольному участок, сильно вытянутый на запад, в глубину квартала. Вдоль выходящей на улицу восточной стороны участка расположены с севера главный дом, а с юга доходный флигель. Между домами по красной линии улицы вытянута ограда с воротами и калиткой. Перед уличным фасадом главного дома устроен палисадник с низким решётчатым забором. За домами находится небольшой двор, ограниченный с запада корпусом хозяйственных служб. В глубине сада стоят летний флигель и баня; в задней части территории — площадка для игры в городки. Главный дом и первоначальные части доходного дома сложены из брёвен, перевязанных с остатком, и снаружи обшиты тёсом. Цоколи обоих зданий — кирпичные, оштукатуренные. Хозяйственные службы сложены из полубрёвен, перевязанных с остатком.
Информация о территории и составе усадьбы
- Общая территория усадьбы — 0.6 га
- Мемориальный дом (главный дом) — 259 м²
- Дом науки (доходный флигель) — 329 м²
- Летний дом-беседка — 64 м²
- Баня, надворные постройки (хозяйственные службы) и колодец
- Площадки для игры в городки и крокет
- Фруктовый сад

### Архитектурное описание основных построек усадьбы

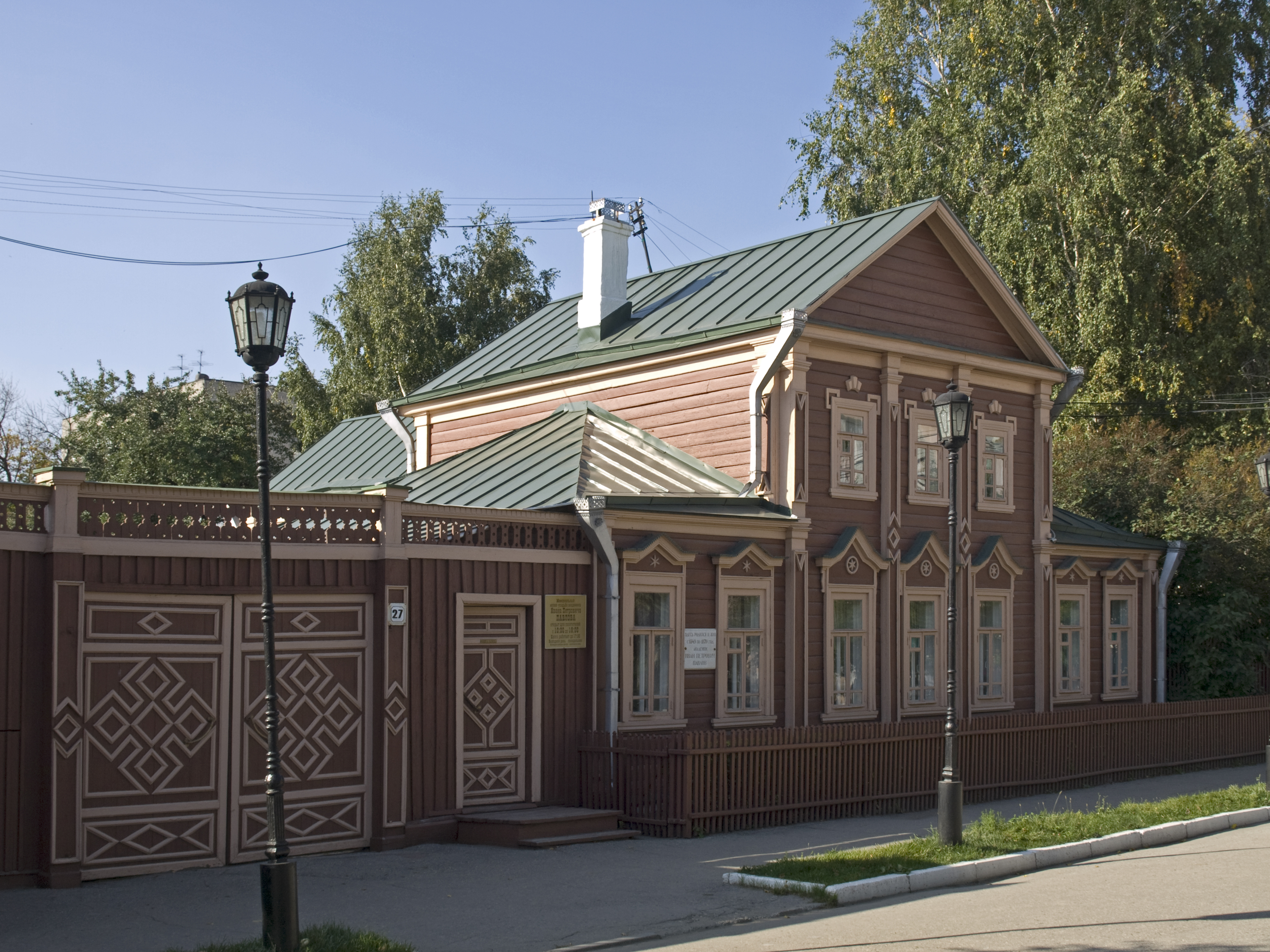
Главный дом

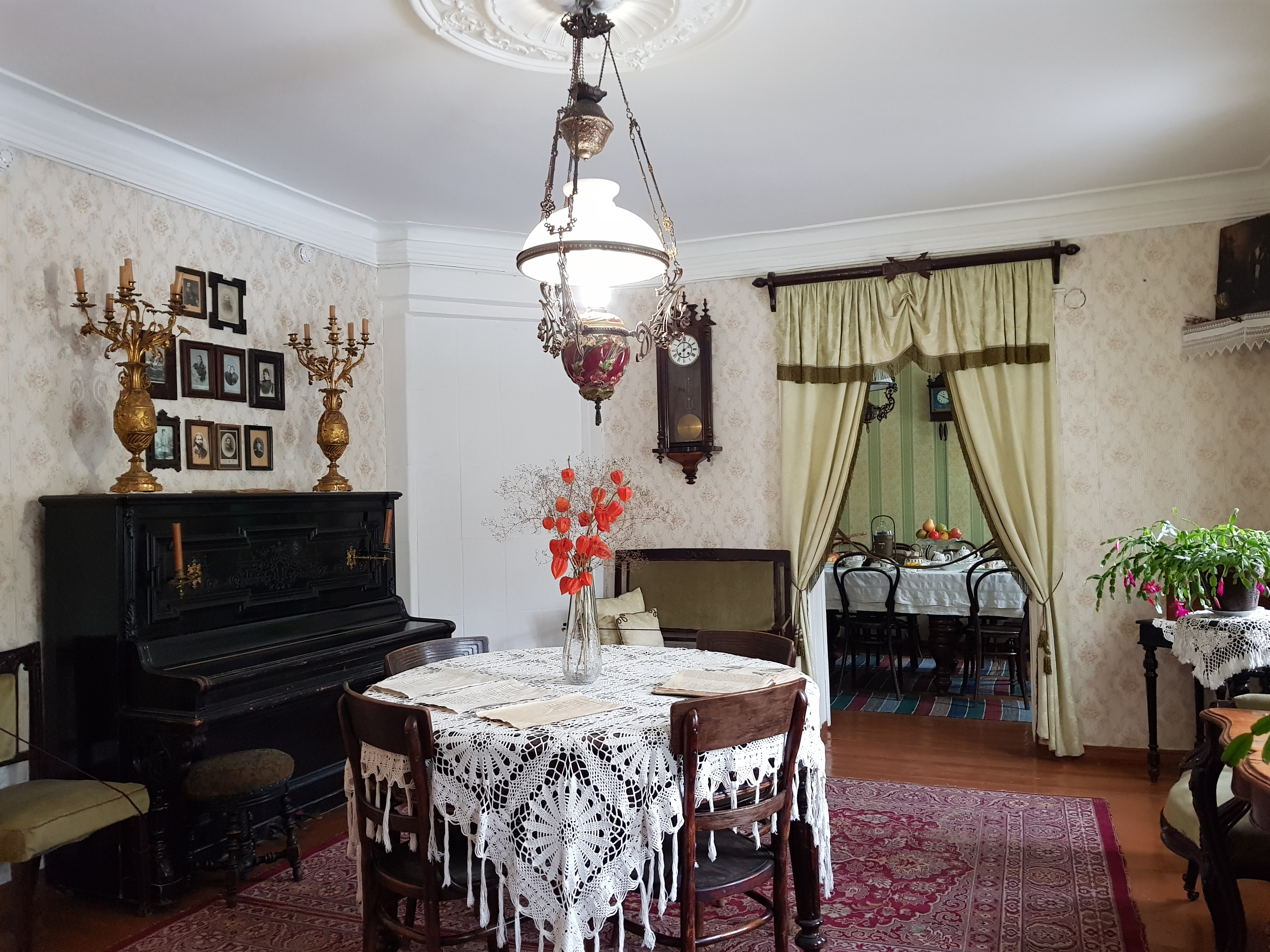
Интерьер главного дома

Главный дом — один из старейших сохранившихся деревянных домов города. В композиции главного фасада первоначальная структура, восходящая к стилистике классицизма, дополнена декоративными элементами в духе классицизирующей эклектики. Одноэтажный прямоугольный дом имеет над средней частью мезонин. Вдоль южной боковой стороны объёма вытянуты узкие одноэтажные сени-веранда. Кровля мезонина — двускатная, основного этажа — вальмовая. Уличный симметричный фасад, расчленённый пилястрами, имеет широкую среднюю трёхосевую часть, завершённую фронтоном над мезонином, и небольшие двухоконные фланги. Окна сгруппированы в соотношении 2-3-2. Стену первого этажа завершает профилированный карниз, стены мезонина — гладкий подшивной карниз. Пилястры, соответствующие перерубам внутренних стен, а также поставленные в простенках двухэтажной части фасада, украшены тонкими профилированными капителями. Прямоугольные окна заключены в рамочные наличники. В первом этаже над проёмами помещены сандрики двух типов с заострёнными подвышениями, украшенные звёздочками. Окна мезонина отмечены выпускными верхними углами наличников и трёхчастными замковыми камнями. На дворовых фасадах окна имеют простые рамочные наличники. На уличном фасаде дома укреплена доска с надписью: «Здесь родился и жил с 1849 по 1870 год академик Иван Петрович Павлов».
В первом этаже две продольные и две поперечные капитальные стены делят дом на девять неравных помещений. Три обращённые на улицу комнаты образуют анфиладу: в средней гостиной — две диагональные печи, к северу от неё, также с диагональной печью — столовая, к югу — спальня хозяйки. В средней линии помещений, параллельной улице, начиная от входа из сеней-веранды, размещаются прихожая, тёмная проходная комната и буфетная. В задней части дома располагаются гардеробная, связанная с прихожей, обращённый во двор кабинет П. Д. Павлова и проходная комната, ведущая на кухню. В этой же комнате установлена одномаршевая лестница на мезонин. В мезонине — прихожая и три комнаты, в которой жили братья Иван, Пётр и Дмитрий Петровичи Павловы. Печи первого этажа облицованы белым кафелем. Потолки имеют тянутые карнизы и круглые розетки.

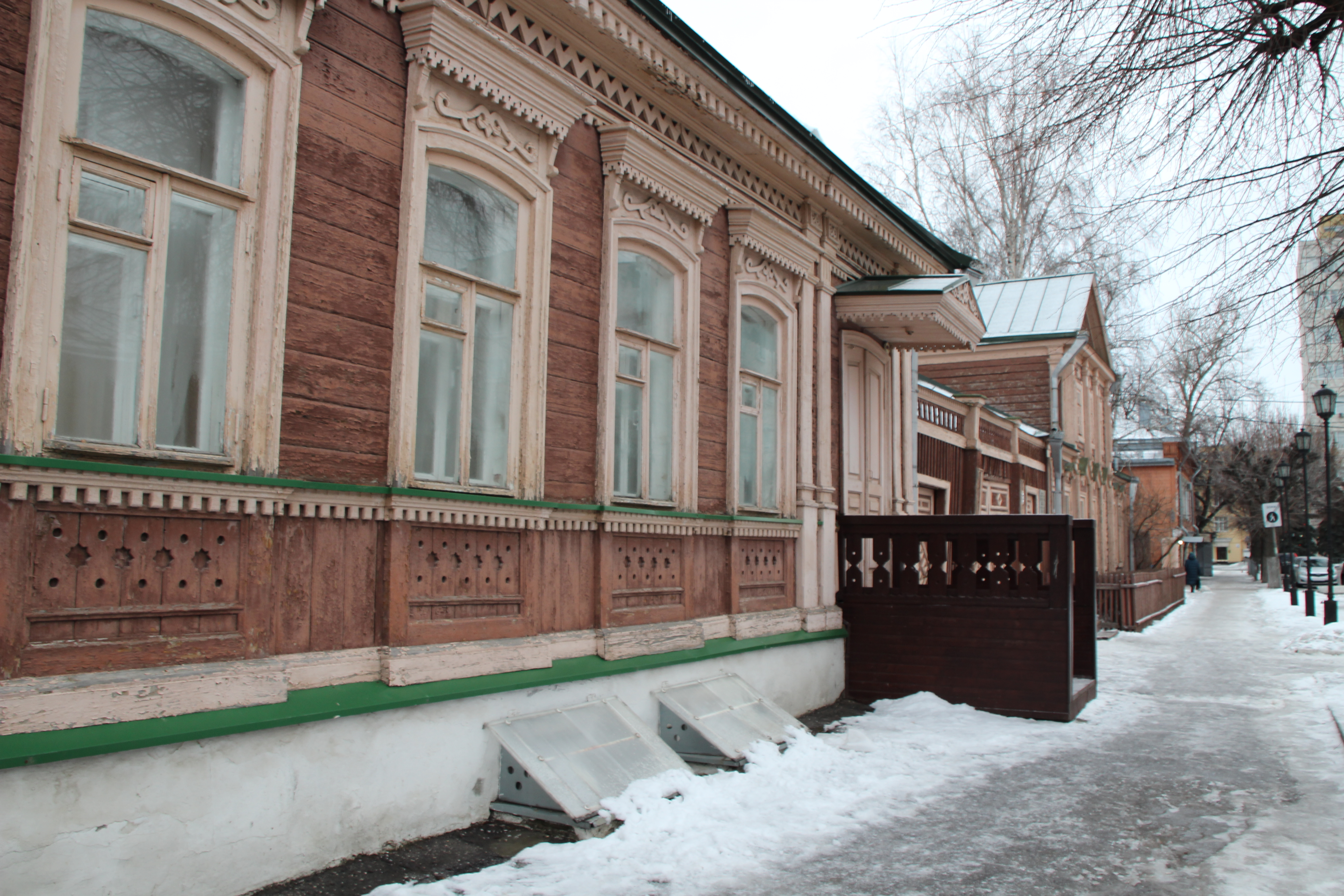
Доходный флигель

Доходный флигель — характерное для конца XIX века здание в формах эклектики, дополненное резным декором. Одноэтажный с подвалом дом под вальмовой кровлей имеет Г-образный план: к основному прямоугольному вытянутому вдоль улицы корпусу со стороны двора примыкает более узкое крыло. На симметричном уличном фасаде по сторонам широкой средней части в пять окон расположены узкие одноосевые фланги. В правом из них помещена двупольная дверь парадного входа, защищённая двускатным козырьком. Фланговые части стен выделены парными пилястрами. Цоколь, прорезанный подвальными окнами с приямками, отмечен вверху отливом-полочкой. Окна основного этажа объединены тонким подоконным карнизом с зубчиками. Поле стены под окнами имеет вертикальную обшивку, на которую наложены филёнчатые фартуки. Окна с лучковыми перемычками отмечены рамочными наличниками с профилированными сандриками, украшенными пропильными подзорами. Фасад завершён фризом с накладной пилообразной полосой, и карнизом большого выноса, над которым устроен высокий парапет пропильной резьбы между сдвоенными тумбами. Остальные фасады оформлены скромнее: под венчающим карнизом проходит фриз с вертикальной обшивкой. Наличники прямоугольных окон дополнены профилированными полочками. В подвале сохранились внутренние капитальные стены.
Хозяйственные службы — редкий сохранившийся пример усадебной нежилой постройки с выразительной объёмной композицией и эффектными бревенчатыми фасадами. Вытянутое с юга на север прямоугольное здание состоит из трёх, близких по размерам, перевязанных между собой срубов. Крайние срубы имеют высокие вальмовые кровли, а над средним возвышается второй тесовый этаж-сушило с решётчатыми проёмами. В северном срубе, имеющем на восточном фасаде две пары ворот, а на противоположном — одну пару, видимо размещались каретный сарай и конюшня. Под средней частью служб имеются два глубоких, круглых в плане погреба, обложенных кирпичом.

### Интерьеры главного дома и летнего дома-беседки

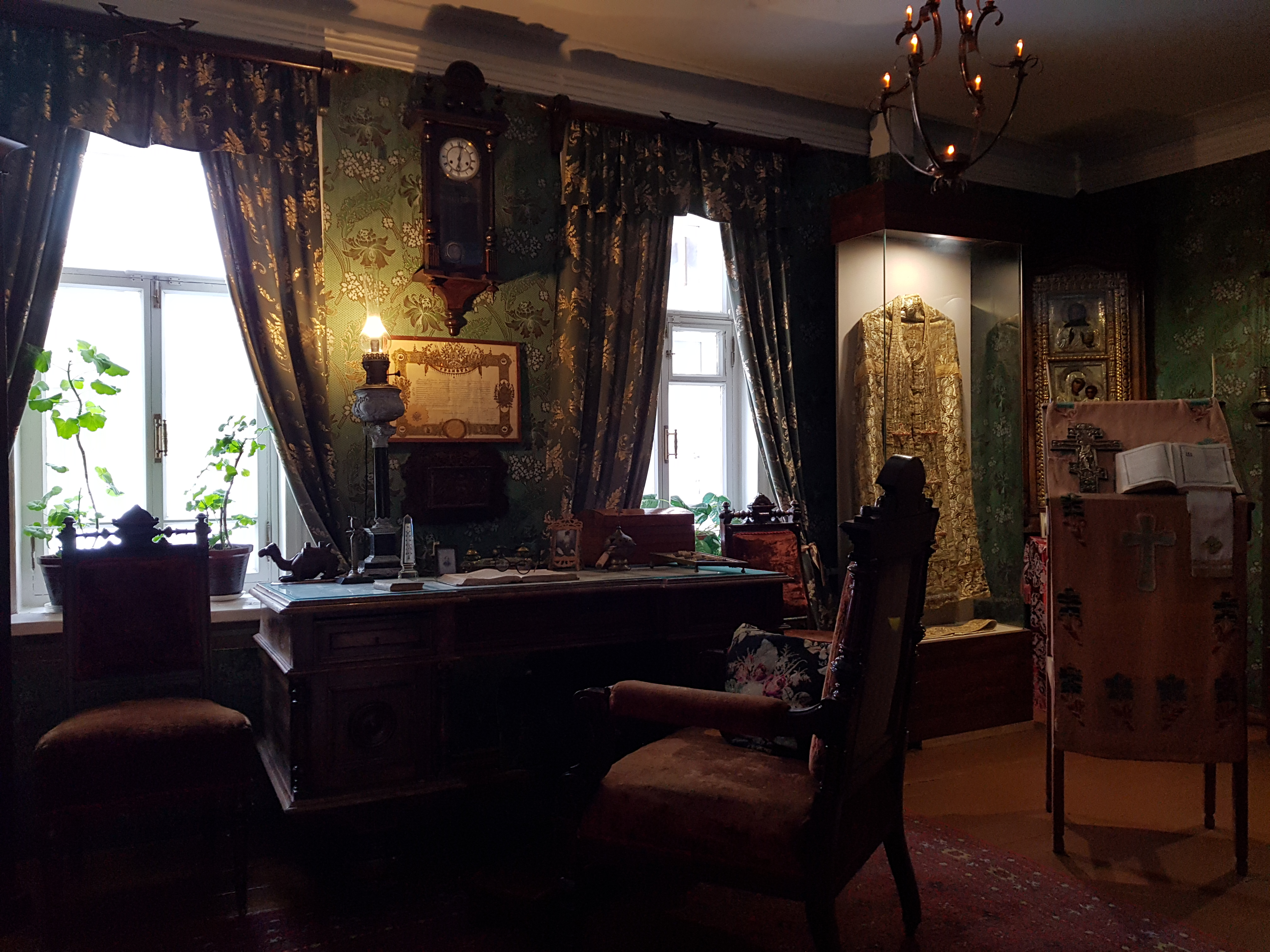
Кабинет П. Д. Павлова
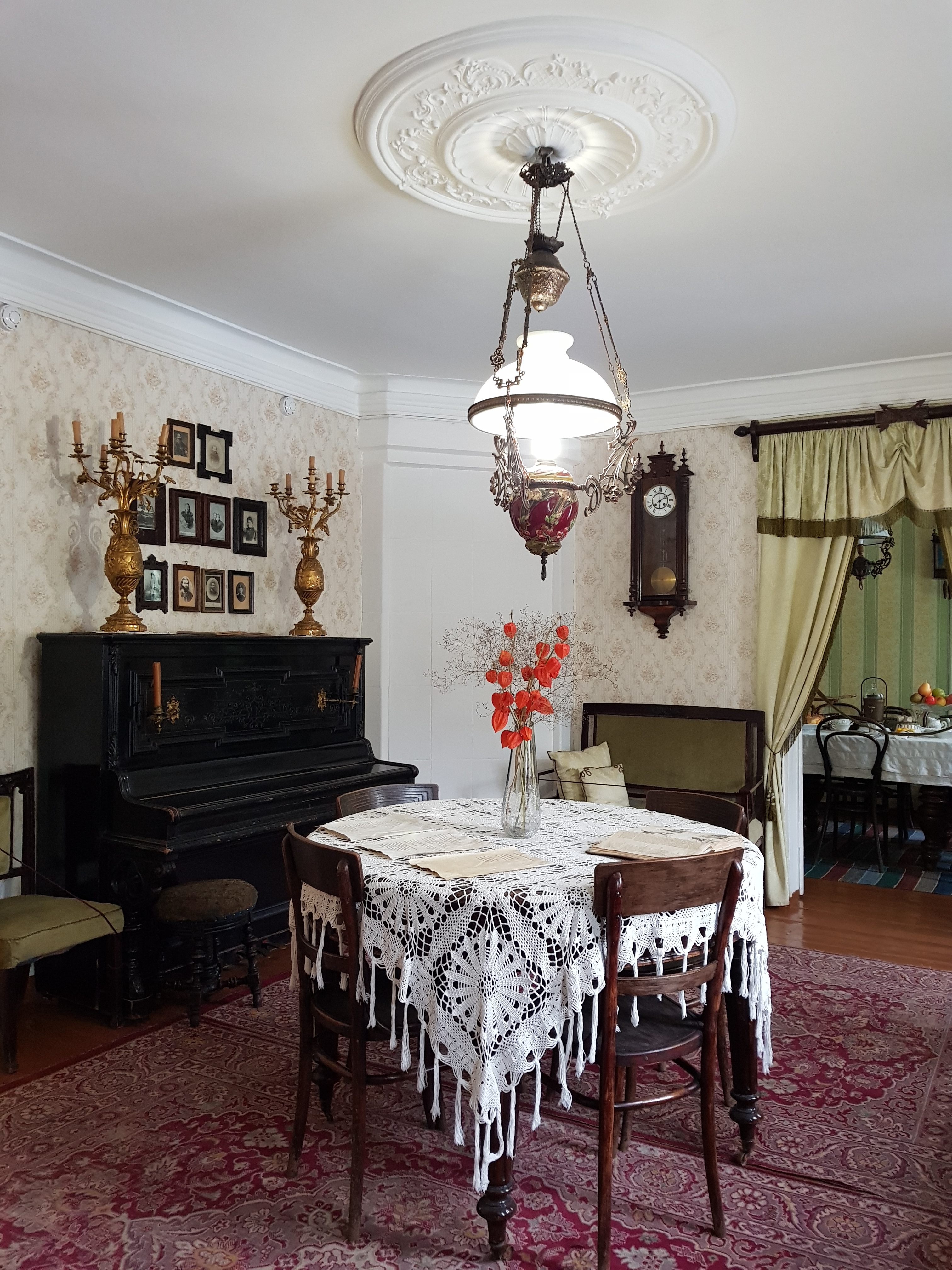
Гостиная
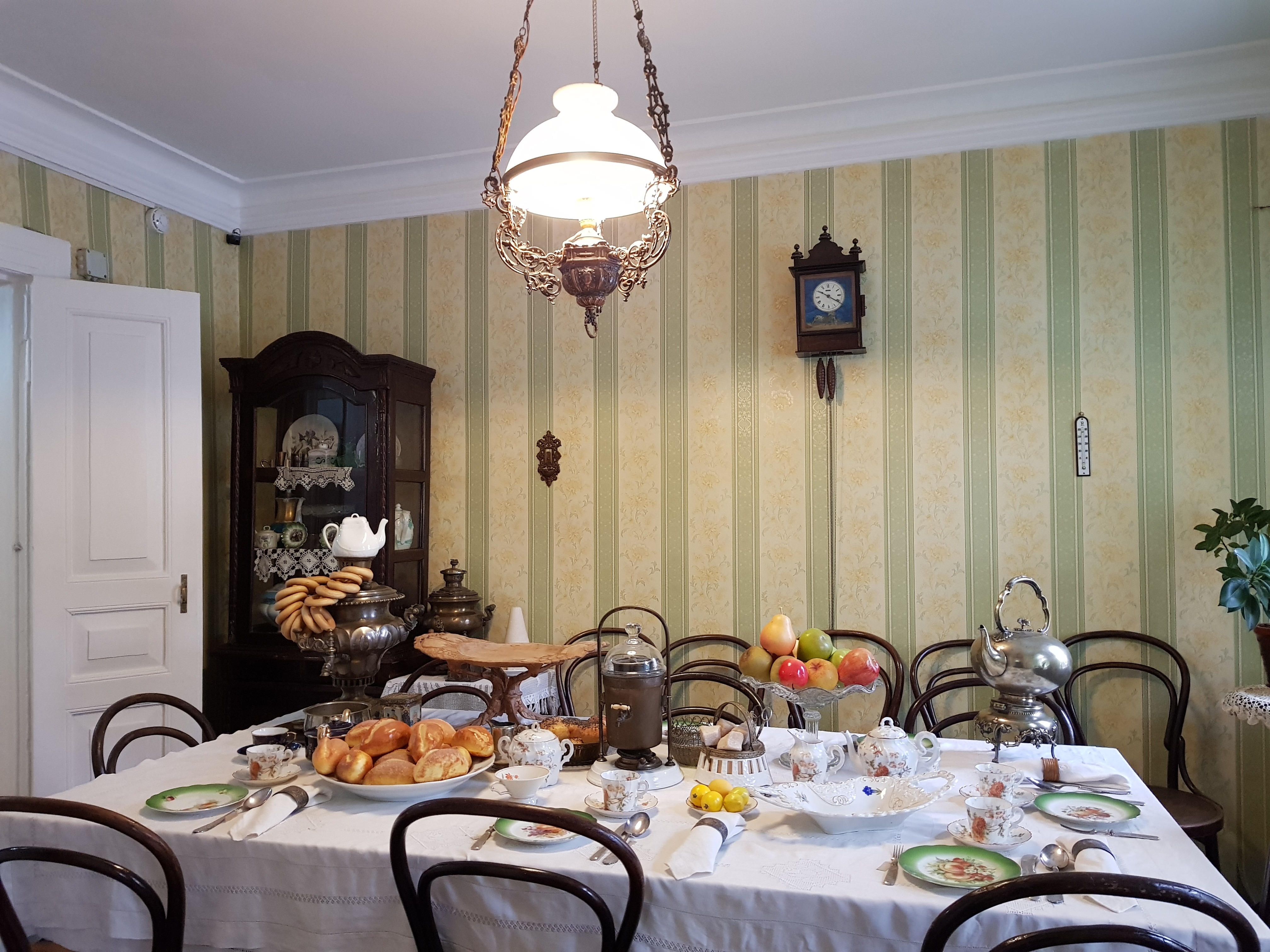
Столовая
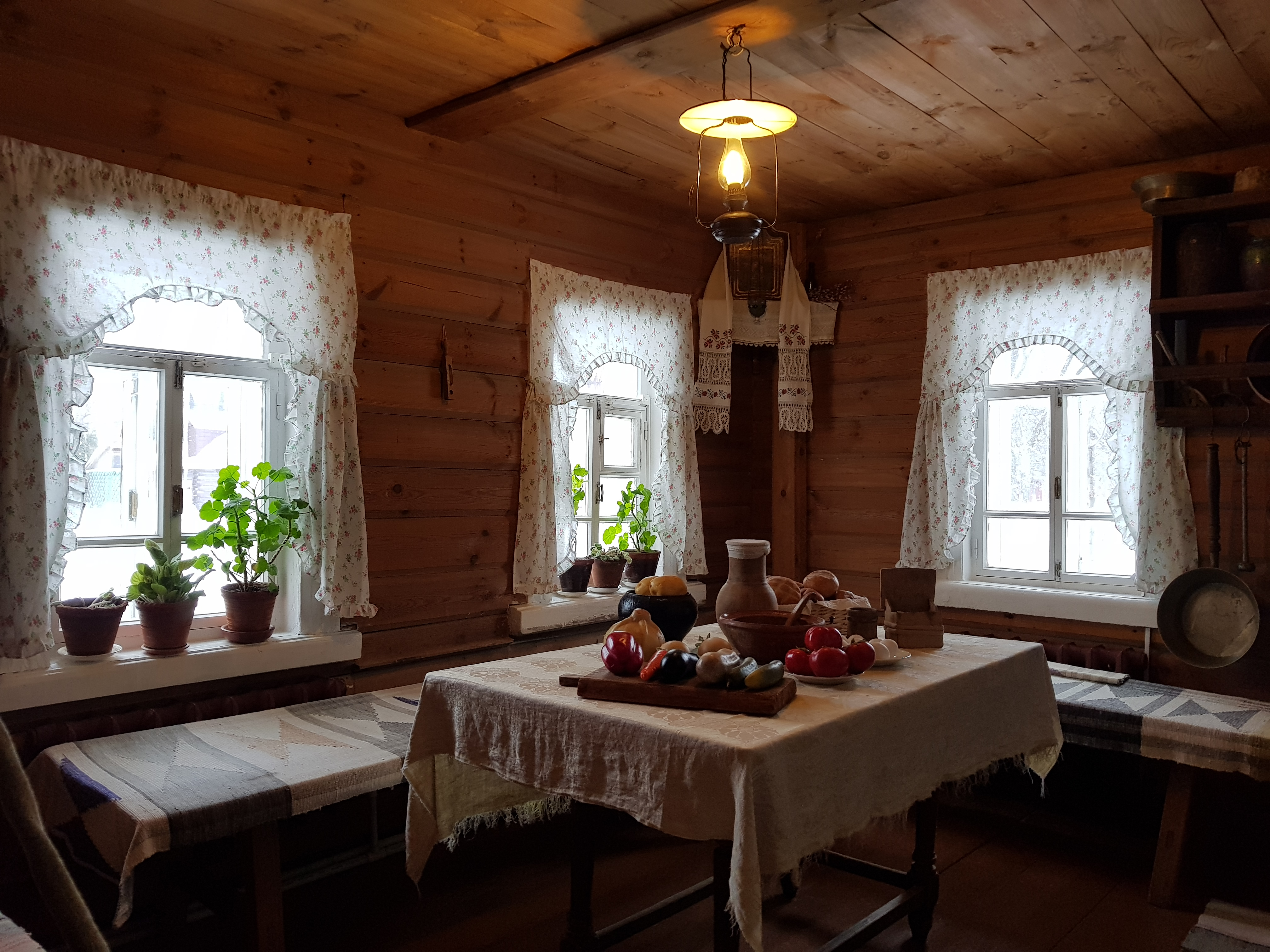
Кухня
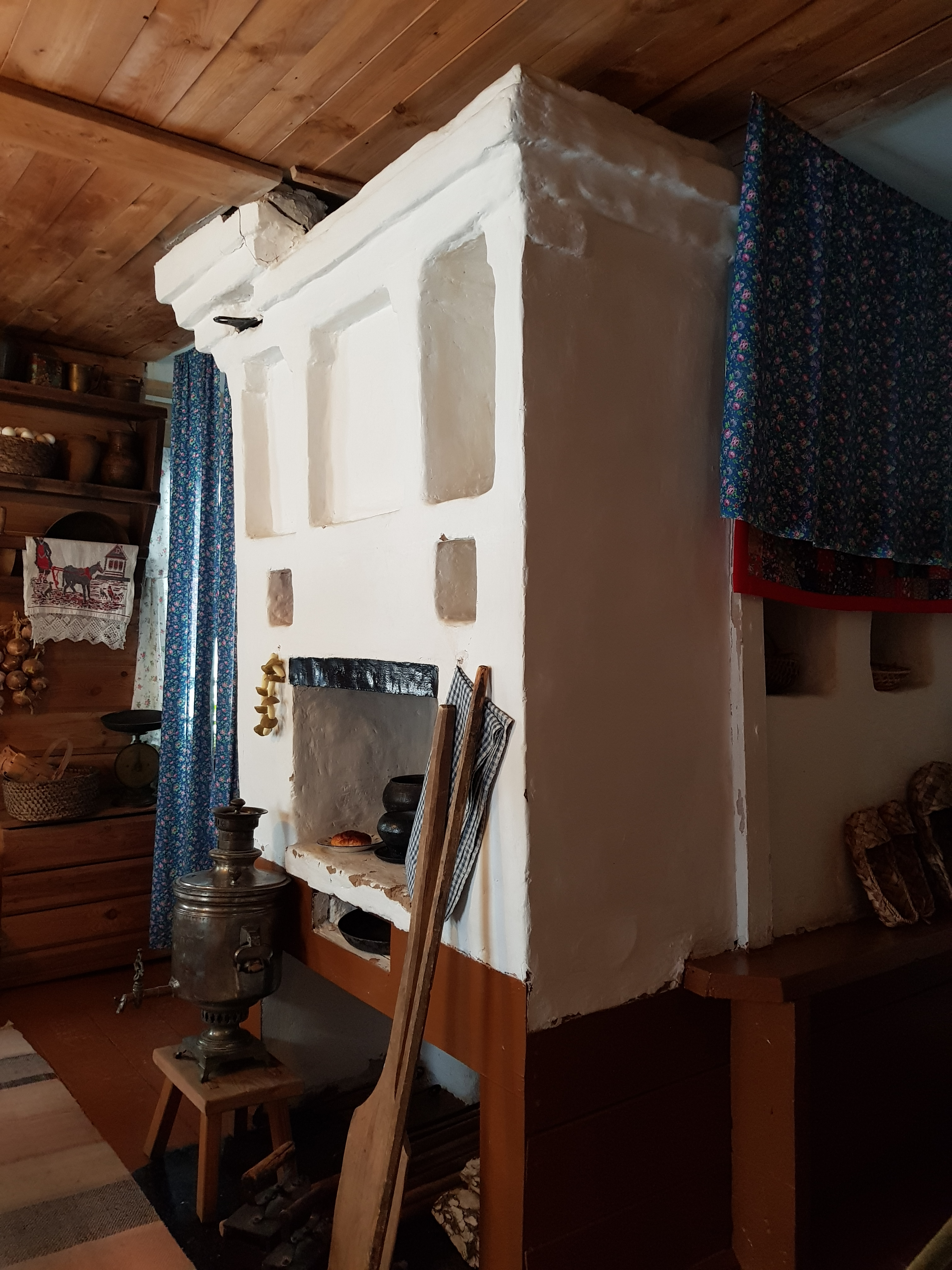
Русская печка в кухне
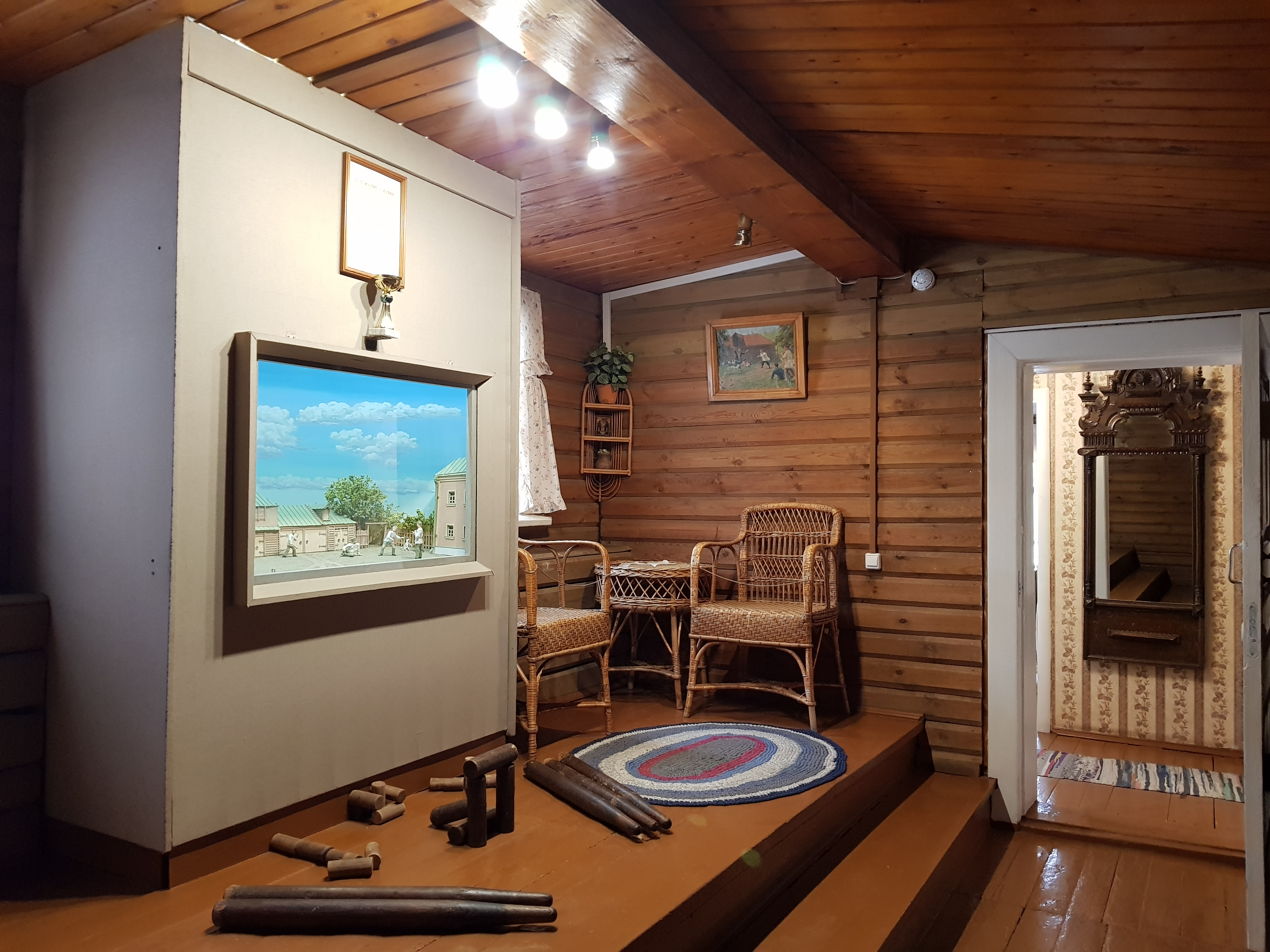
Городошный инвентарь
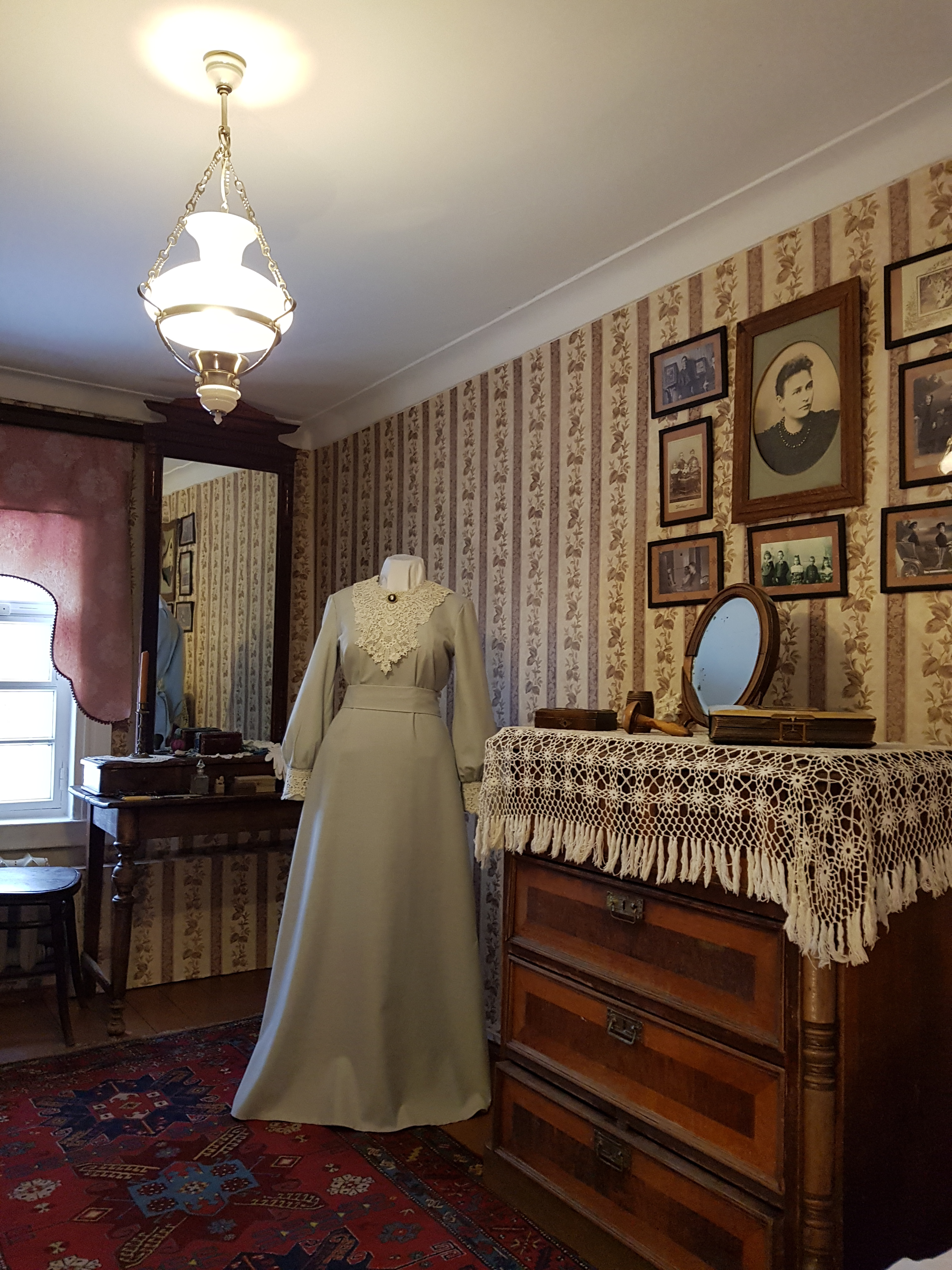
Комната второго этажа
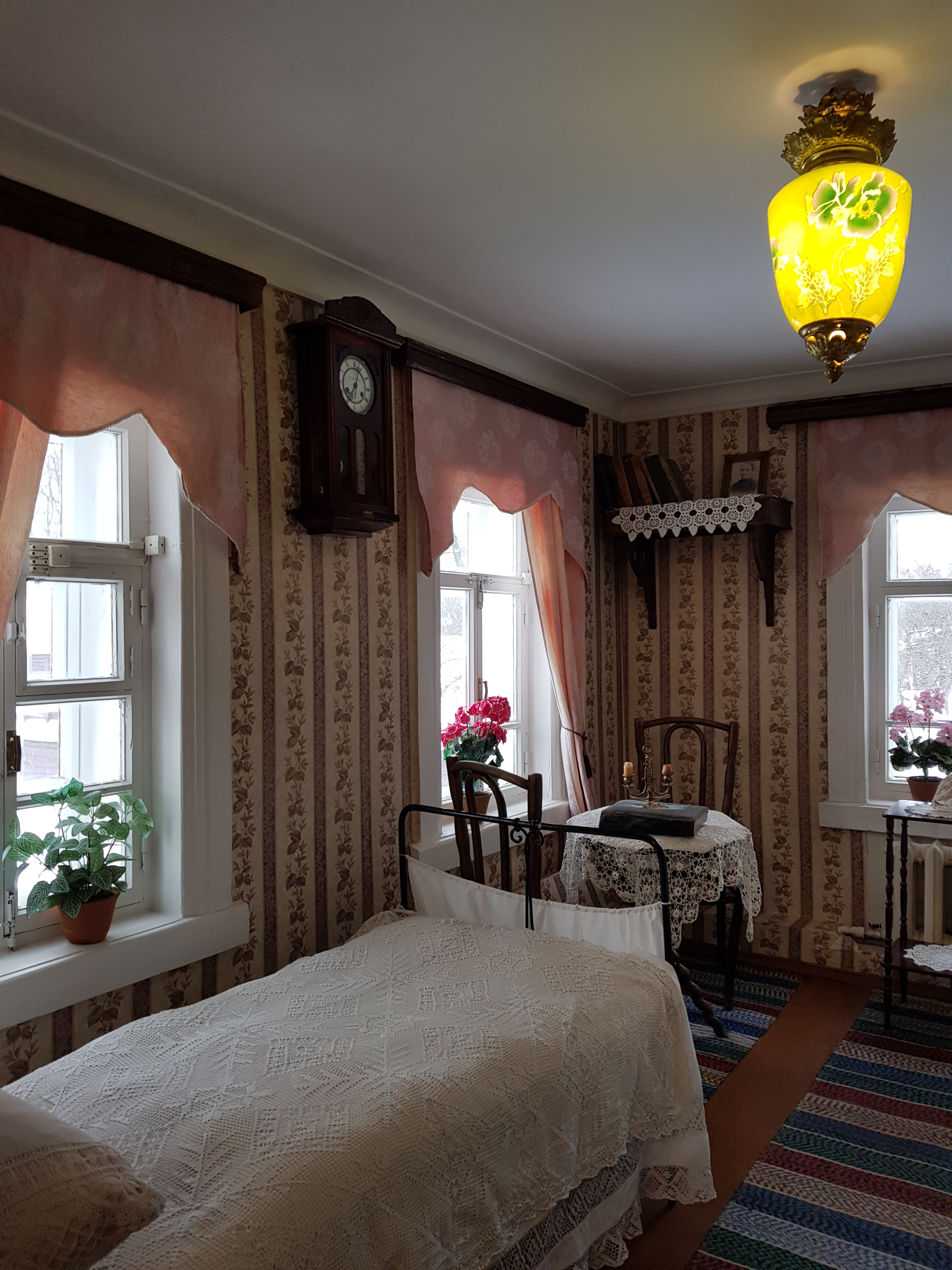
Комната второго этажа
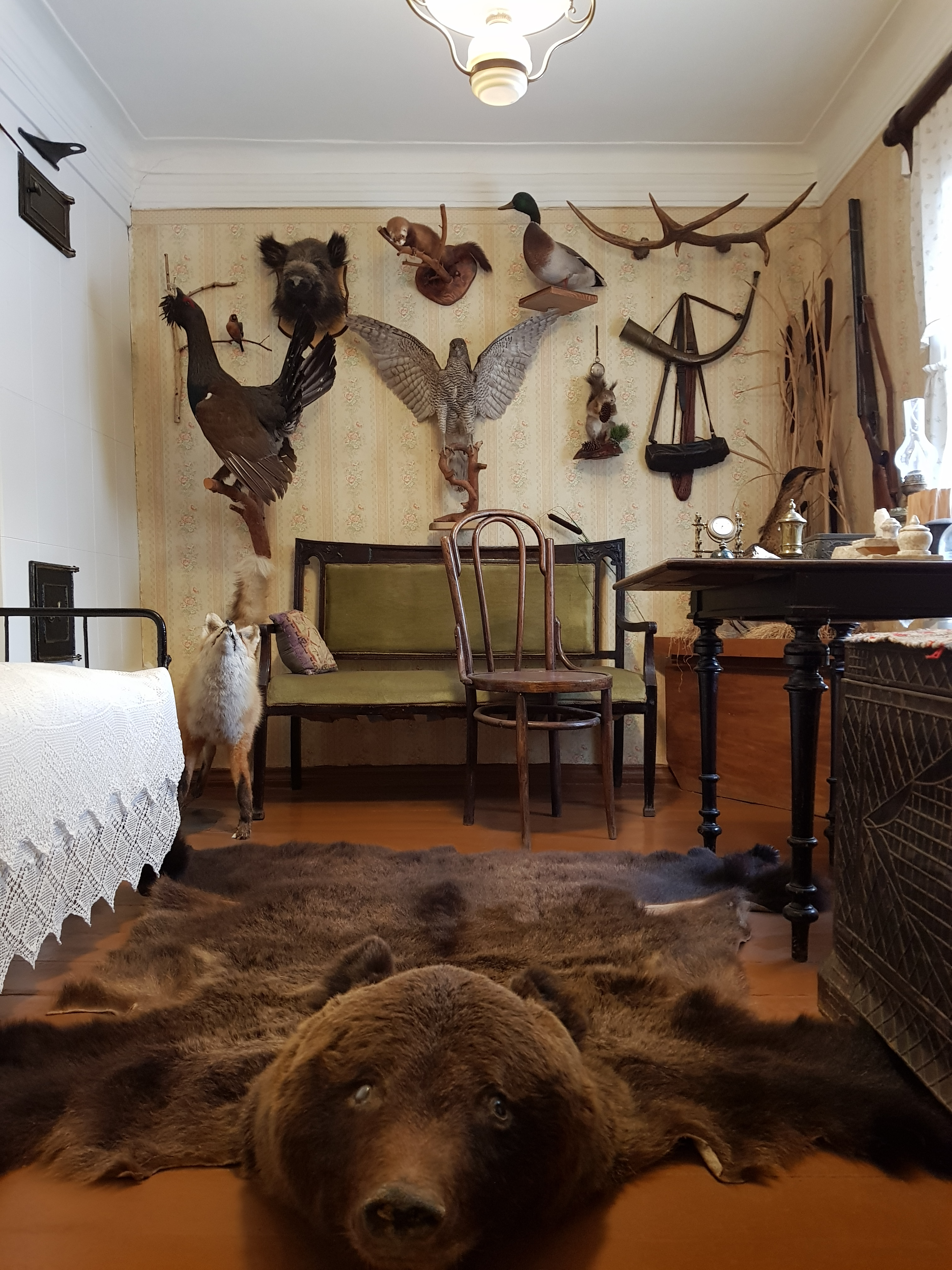
Комната в мезонине
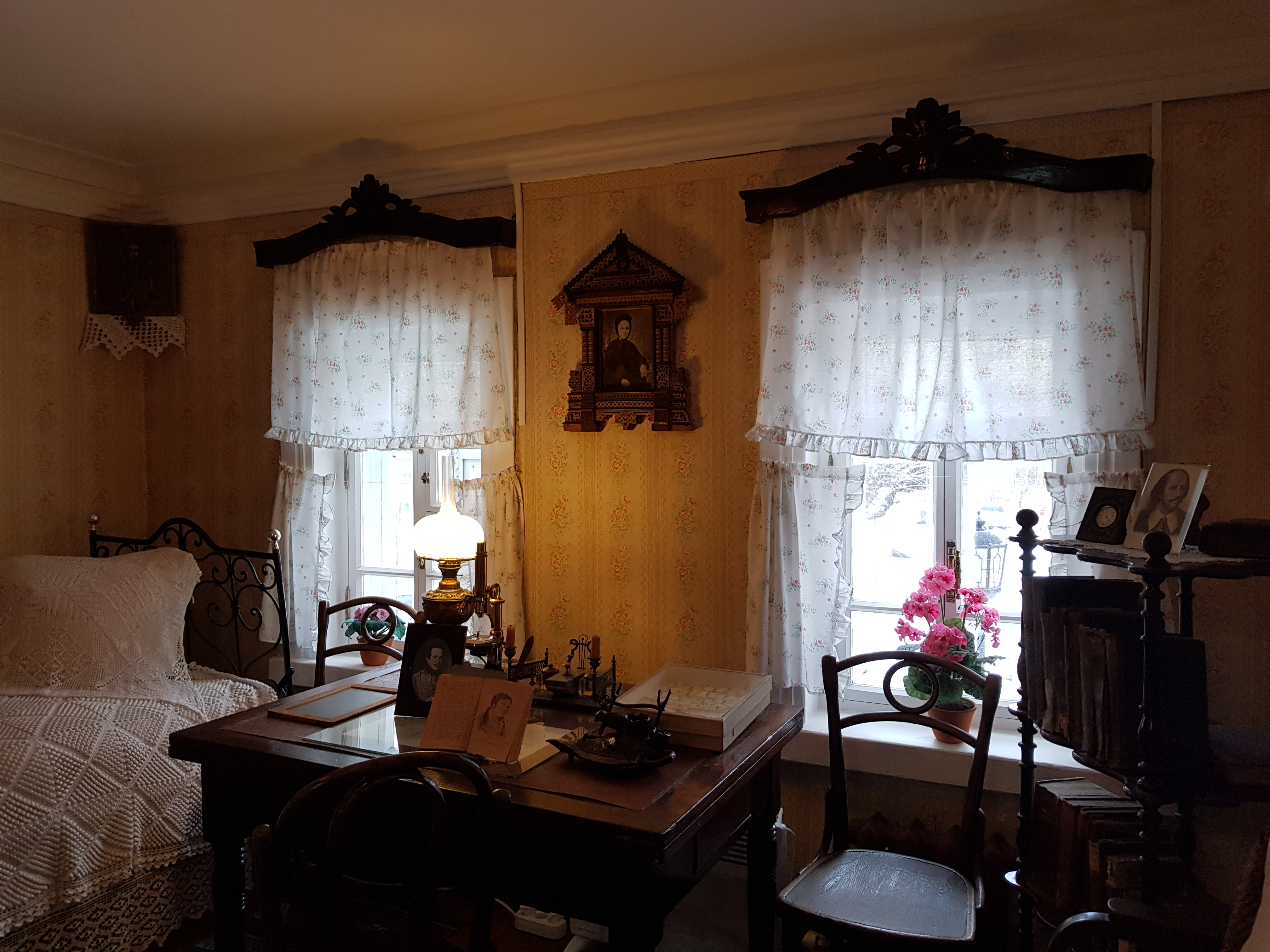
Комната в мезонине
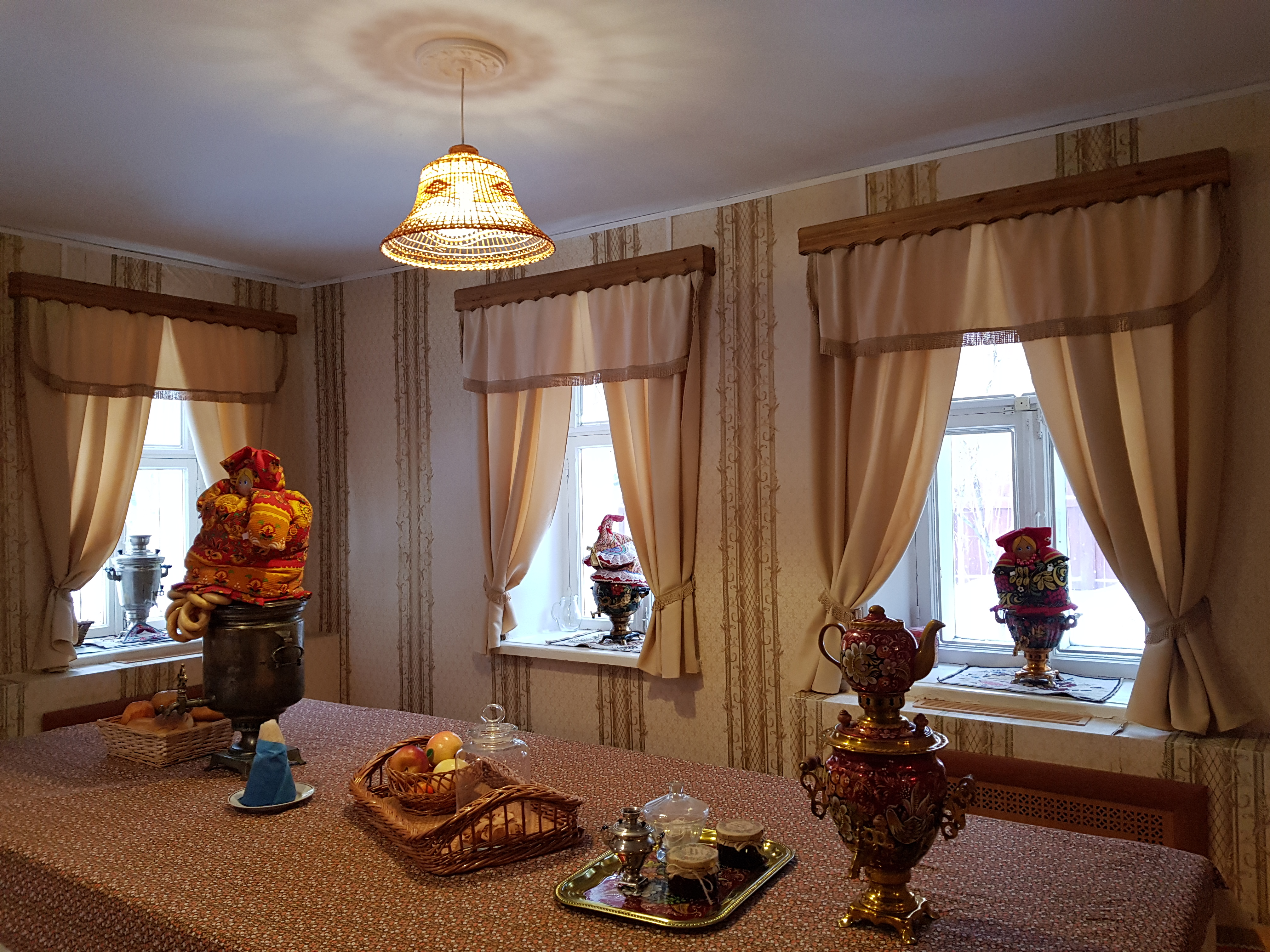
Комната в летнем доме
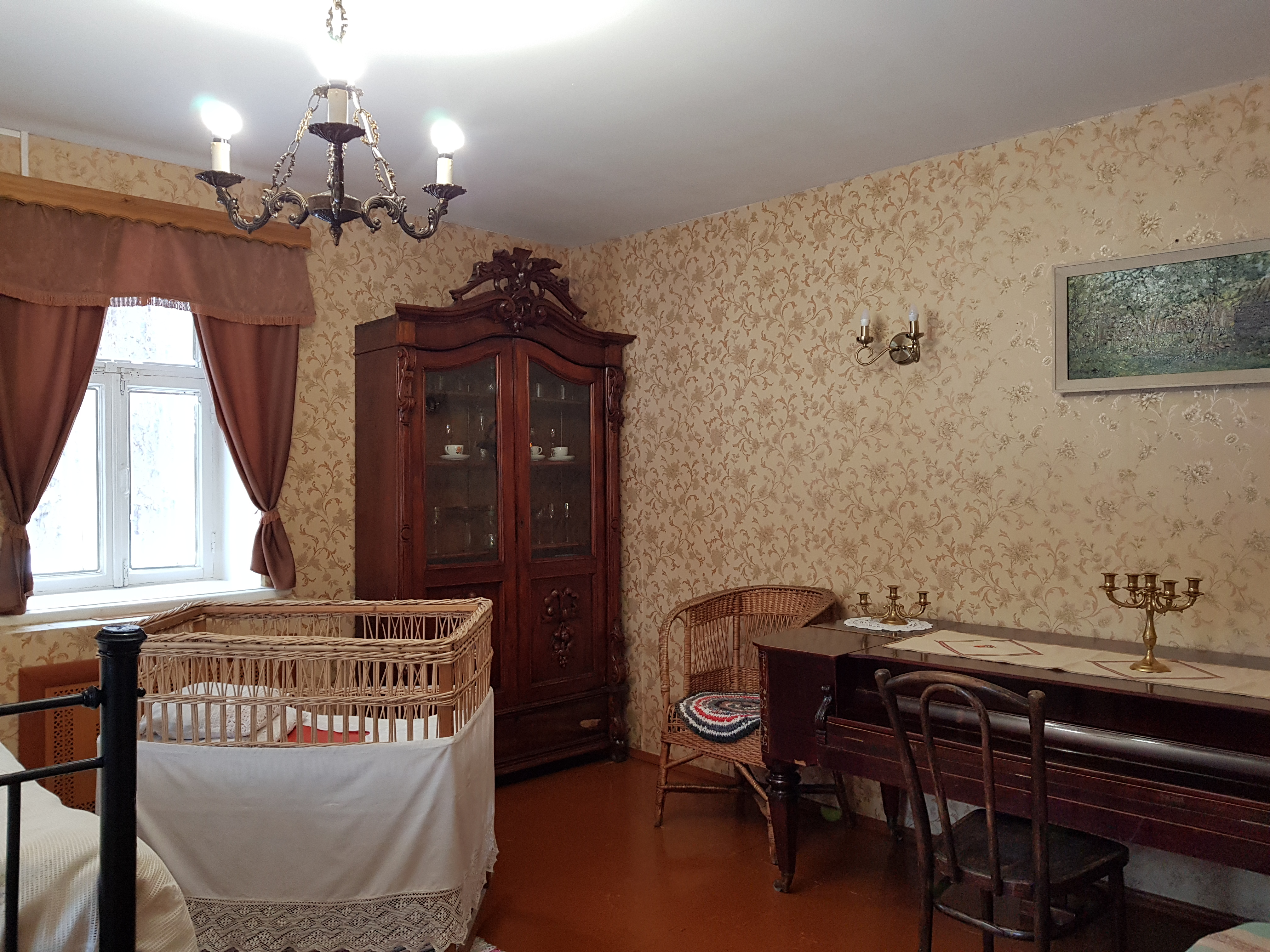
Комната в летнем доме
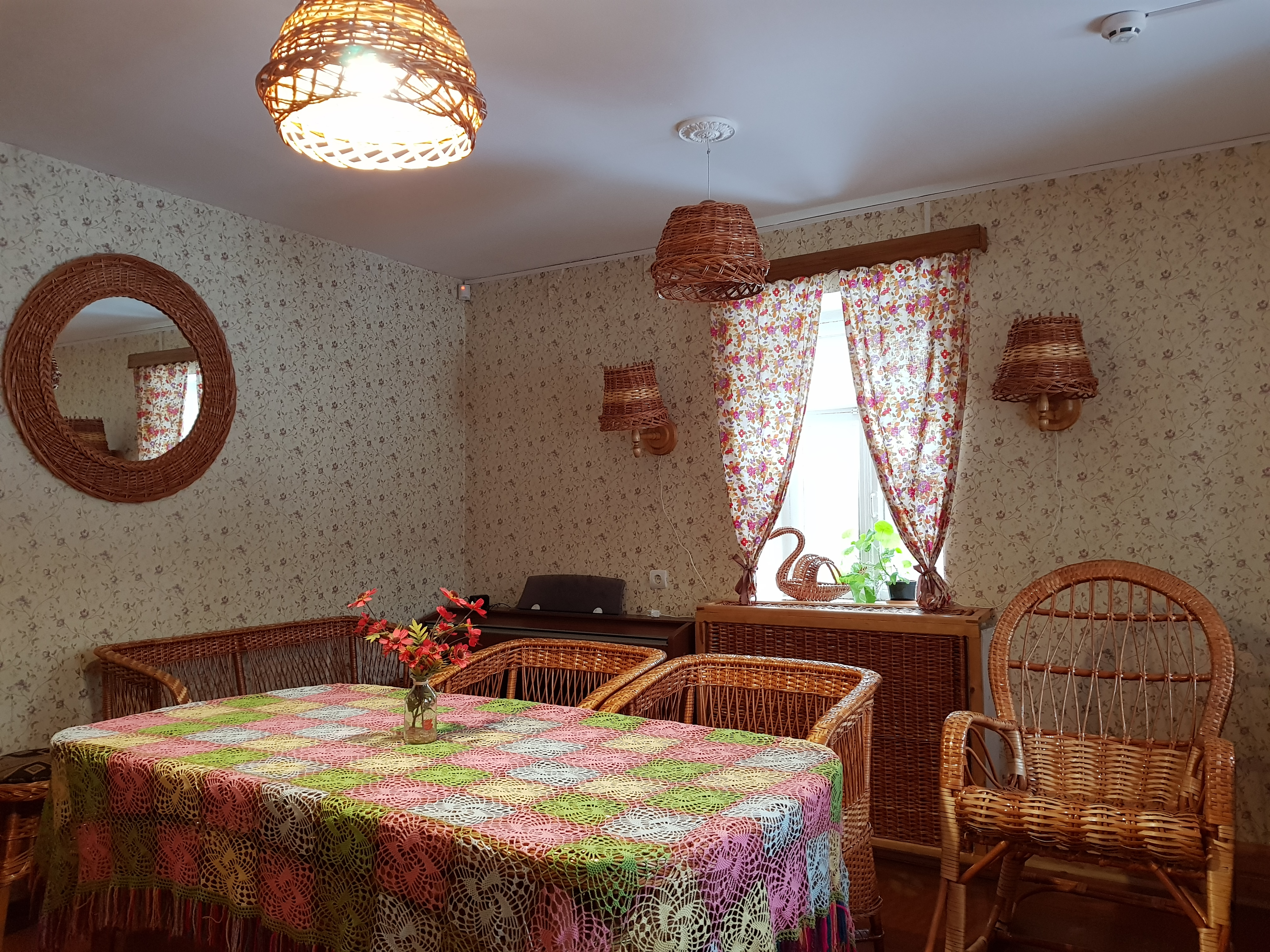
Комната в летнем доме
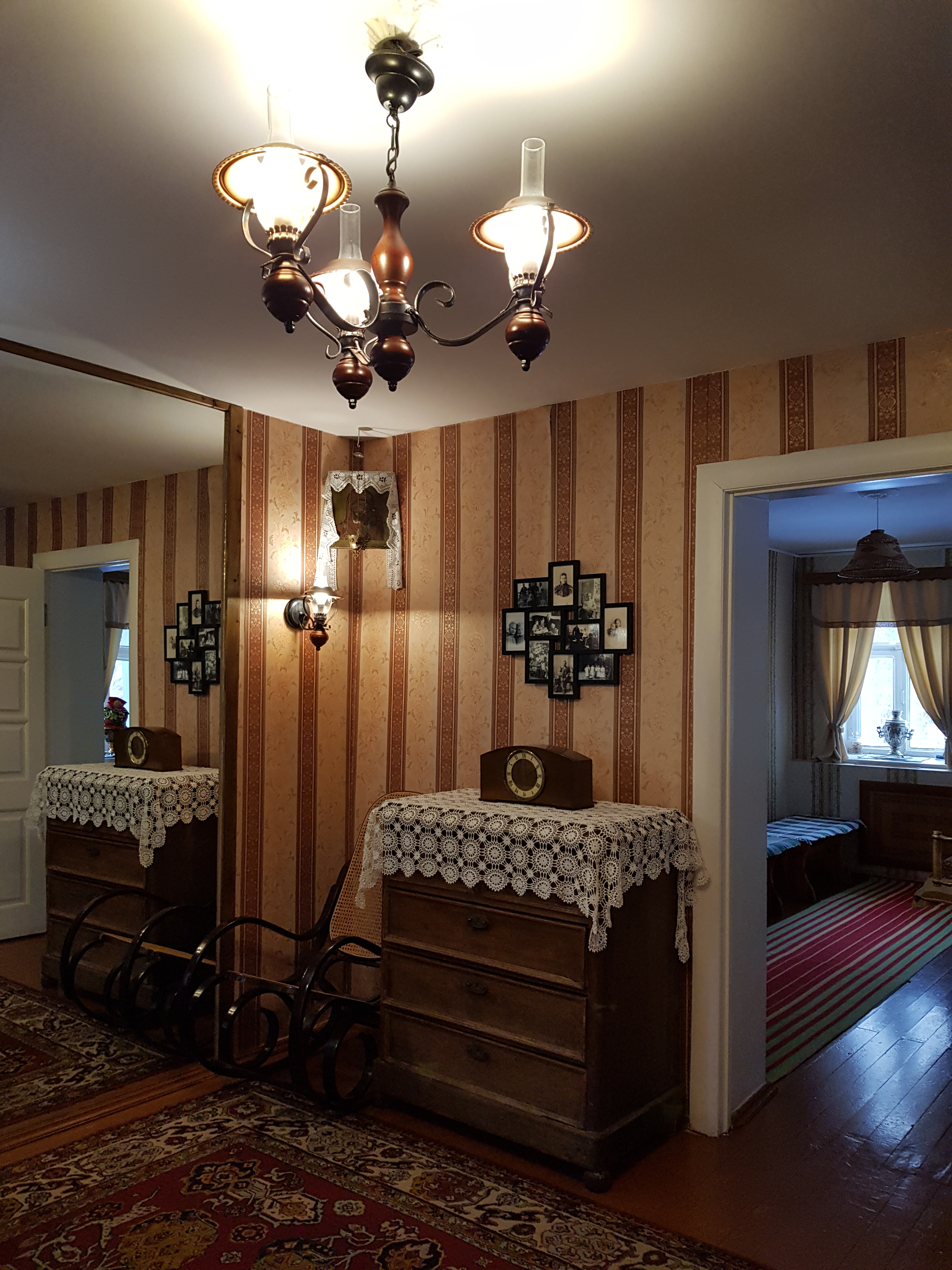
Комната в летнем доме